# تشارلز مان (مغني)
تشارلز مان (بالإنجليزية: Charles Mann)‏ هو مغني أمريكي، ولد في 22 نوفمبر 1944.